# Panicum pulchellum
Panicum pulchellum là một loài thực vật có hoa trong họ Hòa thảo. Loài này được Raddi mô tả khoa học đầu tiên năm 1823.